# الدوري الويلزي الممتاز 2006–07
الدوري الويلزي الممتاز 2006–07 (بالإنجليزية: 2006–07 Welsh Premier League)‏ هو الموسم 15 من الدوري الويلزي الممتاز. أقيم خلال الفترة 2006 وحتى 2007، وأشرف على تنظيمه اتحاد ويلز لكرة القدم، وكان عدد الأندية المشاركة فيه 17، وفاز فيه ذا نيو سينتس.